# Buddy Roemer
Pour les articles homonymes, voir Roemer.
Buddy Roemer, né le 4 octobre 1943 à Shreveport en Louisiane et mort le 17 mai 2021 à Baton Rouge, est un homme politique démocrate puis républicain, gouverneur de la Louisiane de 1988 à 1992.
Le 21 juillet 2011, il annonce sa candidature à la nomination républicaine à l'élection présidentielle américaine de 2012. Il s'est prononcé en faveur du rappel de la Loi sur la protection des patients et des soins abordables du gouvernement Obama, pour la couverture médicale générale.

## Biographie
Buddy Roemer abandonne la course à l'investiture républicaine le 23 février 2012 pour tenter d'obtenir celle du Parti de la réforme.

### Articles annexes
- Liste des représentants de Louisiane
- Liste des gouverneurs de Louisiane
- Louisiane